# Alpes septentrionales de Estiria
Los Alpes septentrionales de Estiria (en alemán Steirische Nordalpen) son una sección del gran sector Alpes del noreste, según la clasificación SOIUSA. Su pico más alto es el Hochtor, con 2.369 m. 
Toman el nombre de Estiria, región de Austria. Además de Estiria se extienden en parte también por la Alta Austria y la Baja Austria.